# Machaerina iridifolia
Machaerina iridifolia là loài thực vật có hoa trong họ Cói. Loài này được (Bory) T.Koyama mô tả khoa học đầu tiên năm 1956.